# 1524
1524 (MDXXIV) var ett skottår som började en fredag i den julianska kalendern.

## Händelser

### Januari
- 17 januari – Giovanni da Verrazano påbörjar sin resa för att hitta en passage till Kina.

### Sommaren
- Försommaren - Stillestånd sluts mellan Sören Norby och Berent von Mehlen på Gotland.

### September
- 1 september – Ett svensk-danskt möte hålls i Malmö under hanseitisk bemedling, vilket har gått till historien som Malmö recess. Härvid nödgas Sverige utrymma Gotland och Blekinge. Lübeck har nu övergått till danskarnas sida, eftersom Fredrik I har erbjudit bättre privilegier än Gustav Vasa har gjort.[1]

### Okänt datum
- Gustav Vasas legotruppbefälhavare erövrar Blekinge och norra Bohuslän, samt Gotland, förutom Visby.
- Då Hans Brask kritiserar konfiskeringen av svenska kyrkans egendom försvarar Laurentius Andreæ den med att kyrkans egendom är folkets egendom.
- Olaus Petri börjar predika i Stockholm.
- De avsatta biskoparna Peder Sunnanväder och Knut Mikaelsson reser till Dalarna för att anstifta en resning mot kungen. Bland de upproriska finns också Kristina Nilsdotter (Gyllenstierna) och befälhavaren på Kalmar slott, Berent von Mehlen.
- Tyskan Elisabet Cruciger (den första kvinnliga psalmförfattaren i den evangeliska kyrkan) skriver psalmerna Kristus, den rätte Herren och Vår Herre Krist var Sonen.
- Tyska bondekriget inleds.

## Födda
- 11 september – Pierre de Ronsard, fransk poet.
- 5 oktober – Rani Durgavati, regerande drottning av Gondwana.
- Catherine Carey, engelsk hovfunktionär.
- Guyonne de Laval, fransk magnat.

## Avlidna
- 23 mars – Giulia Farnese, påvekonkubin och kvinnlig länsherre över Carbognano
- 20 juli – Claude av Frankrike, Frankrikes drottning.
- 24 december – Vasco da Gama, Portugal upptäcktsresande.
- Anne de La Tour d'Auvergne, regerande fransk vasallgrevinna av Auvergne.

### Fotnoter
1. ↑  Nordisk familjebok 1912 - Malmö recess (läst 4 april 2011)